# 鉄板こなもん祭
鉄板こなもん祭（てっぱんこなもんまつり）は、兵庫県神戸市長田区で行われているイベント。

## 概要
毎年秋に新長田駅周辺の商店街で実施されている。粉もんを扱う店舗が集中している同地区で、粉もんの魅力を発信することを目的として実施されている。阪神・淡路大震災から10年を機に「食のまち神戸長田」推進委員会によって行われるようになり、2018年には14回目が実施された。
この鉄板こなもん祭というのは、神戸市による地域を活性化させる計画によって始められた事柄でもある。この祭りの際には1万人単位が市街地を訪れるようになっており、まちの賑わいを作るのに大きな効果をもたらすイベントとなっている。2007年の祭りは、神戸ながたTMOの調べによれば約2万人が参加していた。